# Батура, Борис Васильевич
Борис Васильевич Батура (бел. Барыс Васільевіч Батура, род. 28 июля 1947, Волковыск, Гродненская область, БССР, СССР) — белорусский государственный деятель, председатель Могилёвского областного исполнительного комитета (2000—2008), председатель Совета Республики (2008-2010), председатель Минского облисполкома (с мая 2010 по ноябрь 2013 года).

## Биография
В 1970 году — окончил Белорусский политехнический институт.
С 1970 года — мастер цеха. Работал инженером-технологом, исполняющим обязанности начальника отдела технического контроля учреждения УЖ-15/11 УВД Гродненского областного исполнительного комитета.
С 1973 года по 1979 год — начальник Волковысского комбината коммунальных предприятий управления коммунального хозяйства Гродненского облисполкома.
С 1979 года по 1983 год — заместитель начальника управления жилищно-коммунального хозяйства Гродненского облисполкома.
С 1983 года по 1984 год — первый заместитель начальника производственного управления жилищно-коммунального хозяйства Гродненской области.
С 1984 года по 1987 год — начальник производственного управления жилищно-коммунального хозяйства при Гродненском облисполкоме.
В 1987—1990 годах — заместитель министра жилищно-коммунального хозяйства БССР.
В 1990—1999 годах — министр жилищно-коммунального хозяйства.
В 1999—2000 годах — заместитель премьер-министра Белоруссии.
В 2000—2008 годах — председатель Могилёвского облисполкома.
С 2000 года — член Совета Республики Национального собрания Белоруссии, назначался по квоте Президента Белоруссии.
С 31 октября 2008 года по 20 мая 2010 года — председатель Совета Республики Национального собрания Белоруссии IV созыва.
С 20 мая 2010 года по 8 ноября 2013 года — председатель Минского областного исполнительного комитета.
8 ноября 2013 года Александр Лукашенко устно приказал назначить Батуру руководителем ОАО «Борисовдрев», однако в письменном виде это решение оформлено не было, и Борис Васильевич, по собственным словам, вышел на пенсию.
Председатель Совета по взаимодействию органов местного самоуправления при Совете Республики Национального собрания Белоруссии.
Председатель Межпарламентской Ассамблеи Евразийского экономического сообщества (МПА ЕврАзЭС), заместитель Председателя Парламентского Собрания Союза Беларуси и России, член Совета Межпарламентской Ассамблеи государств — участников Содружества Независимых Государств (МПА СНГ), член Совета Парламентской Ассамблеи Организации Договора о коллективной безопасности (ПА ОДКБ).

## Награды
- Орден Отечества II степени (30 августа 2007 года) — за весомый личный вклад в выполнение прогнозных показателей социально-экономического развития, достижение высокой производительности труда, мужества и отваги, проявленное спасение людей, заслуги на военной службе, в развитие строительной отрасли, науки, образования, культуры[4].
- Орден Отечества III степени (21 ноября 2001 года) — за значительный вклад в социально-экономическое развитие республики, создание реальных условий для повышения уровня жизни населения и экономической безопасности страны, добросовестное выполнение служебных обязанностей[5]
- Орден Почёта (29 июля 2004 год, Молдавия) — за значительный вклад в сооружение Мемориального комплекса «Шерпенский плацдарм», особые заслуги в сохранении и пропаганде историко-культурного наследия и в военно-патриотическом воспитании молодого поколения[6]
- Орден «Знак Почёта» (1986)
- Юбилейная медаль «90 лет Вооружённых Сил Республики Беларусь»
- Медаль «МПА СНГ. 25 лет» (27 марта 2017 года, Межпарламентская ассамблея СНГ) — за заслуги в деле развития и укрепления парламентаризма, за вклад в развитие и совершенствование правовых основ функционирования Содружества Независимых Государств, укрепление международных связей и межпарламентского сотрудничества[7]
- Заслуженный работник сферы обслуживания Белоруссии (1997)
- Почётная грамота Национального собрания Белоруссии
- Почётная грамота Совета Министров Белоруссии
- Почётная грамота Правительства Москвы (10 декабря 2004 год) — за вклад в развитие межрегиональных, торгово-экономических и культурных связей между Республикой Беларусь и Москвой[8]
- Почетный гражданин города Могилёва
- Орден Славы и Чести III степени (РПЦ, 2013 год)[9]
- Орден святителя Кирилла Туровского, Белорусский экзархат РПЦ (2007)